# Estación de Cartagena (Metro de Madrid)

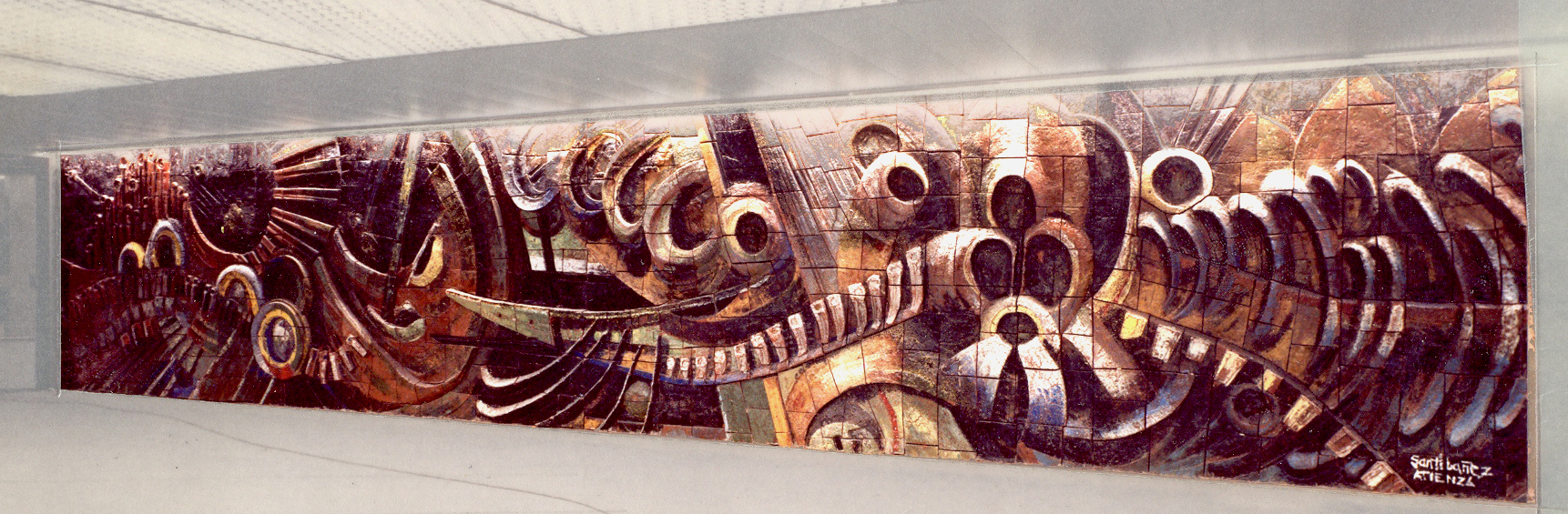
Mural cerámico de la estación

Cartagena es una estación de la Línea 7 del Metro de Madrid (España), situada entre los barrios de Prosperidad (distrito Chamartín) y La Guindalera (distrito Salamanca) bajo la intersección de la Avenida de América con la calle Cartagena.
En uno de los vestíbulos de la estación se encuentra el Mural cerámico del artista burgalés Eladio García de Santibáñez, bajo la temática “Formas en el Espacio” y dimensiones 12 m de longitud y 2,60 m de altura.

## Historia
La estación abrió al público el 17 de marzo de 1975 con el segundo tramo de la línea que se abrió al público entre Pueblo Nuevo y Avenida de América, y ha sido reformada a lo largo de 2007 para cambiar las bóvedas y renovar los alicatados de las paredes.
Del 3 al 18 de diciembre de 2022 se efectuaron obras de desamiantado en los andenes de la línea 7 de Avenida de América. Para ello se cerró el tramo Gregorio Marañón - Cartagena, sin verse afectado el servicio en líneas 4, 6 y 9. Durante este período, se puso en marcha un Servicio Especial de autobús sin coste para el viajero y con parada únicamente en el entorno de las estaciones de Avenida de América y Cartagena.
Del 1 al 4 de mayo de 2025, la estación actuó de cabecera por el cierre del tramo San Blas-Cartagena, cortado por obras de renovación de señalización ferroviaria. Se estableció un Servicio Especial de autobús gratuito entre ambas estaciones.

## Accesos
Vestíbulo Cartagena
- Av. América, pares Avda. América, 32 (esquina C/ Eduardo Vicente)
- Av. América, impares Avda. América, 37 (esquina C/ Padre Xifré)

## Líneas y conexiones

### Metro
| << cabecera                                                  | < estación             | línea | estación >         | cabecera >> |
| ------------------------------------------------------------ | ---------------------- | ----- | ------------------ | ----------- |
| Hospital del Henares Cambio de tren en Estadio Metropolitano | Parque de las Avenidas |       | Avenida de América | Pitis       |

### Autobuses
| Diurnos   |                     |                                  |
| Línea     | Destino             | Parada                           |
| 1         | Prosperidad         | 717 CARTAGENA                    |
| 72        | Hortaleza           | 717 CARTAGENA                    |
| 1         | Plaza de Cristo Rey | 718 CARTAGENA                    |
| 72        | Diego de León       | 718 CARTAGENA                    |
| Nocturnos |                     |                                  |
| Línea     | Destino             | Parada                           |
| N4        | Plaza de Cibeles    | 1282 CARTAGENA (Av. América, 31) |